# بخش جراحی عمومی
بخش جراحی عمومی یکی از بخش‌های بیمارستان‌های عمومی، تخصصی، تک تخصصی و فوق تخصصی می‌باشد که بیمارانی که نیازمند عمل جراحی می‌باشند در این بخش‌ها بستری شده و بعد از انجام عمل جراحی با امکانات موجود در این بخش‌ها از مراقبت پرستاری حرفه‌ای و پرستاران دوره دیده بهره مند شده و دوره بعد از عمل را سپری نمایند.
در بخش‌های جراحی عمومی بیمارانی کاندید اعمال جراحی هموروئید، فیشر،  کله سیستیت، کانسر مری، معده، کولون و رکتوم،  سینوس پایلونیدال، آبسه‌ها، آپاندیسیت، انواع هرنی ها،  ترمیم زخم بستر،  تروماهای سینه،  انسداد روده،  کلستومی‌، DVT، کیست هیداتیک، اسپلنکتومی و سایر موارد دیگر بستری می‌شوند.